# 玉苏甫江·麦麦提
玉苏甫江·麦麦提（維吾爾語：يۈسۈپجان مەمەت‎，拉丁维文：Yüsüpjan Memet，1968年10月—），新疆阿瓦提人。男，维吾尔族。大学学历，拥有工学学士学位，1991年7月参加工作，1987年8月加入中国共产党。中华人民共和国政治人物。

## 简历
早年在中国石油新疆培训中心预科班、湖北江汉石油学院（今长江大学）石油地质专业学习，毕业后回到新疆成为克拉玛依市石油勘探开发研究院干部，此后历任阿克苏市政府办公室秘书、阿克苏市团委副书记、中共阿克苏市委办公室副主任、阿克苏市政府办公室主任、阿克苏地区驻乌鲁木齐办事处党支部书记、副主任、中共阿克苏地委办公室副主任，期间，玉苏甫江曾经于2001年至2003年在大连理工大学在职研究生班管理科学与工程专业学习，2004年在清华大学公共管理培训班学习。
2006年出任中共库车县委副书记、县长，2012年升任新疆维吾尔自治区人力资源和社会保障厅党组成员、自治区公共就业服务局局长。期间，他曾于2014年至2015年兼任新疆维吾尔自治区第一批“访惠聚”活动库车县阿拉哈格镇托乎拉一村工作组组长。2015年改任新疆维吾尔自治区民政厅党组成员、副厅长。期间，他曾于2016年担任新疆维吾尔自治区“访惠聚”民政厅驻阿瓦提县乌鲁却勒镇总领队、集中整治工作队队长。
2017年升任新疆维吾尔自治区文化厅党组副书记、厅长，2018年，新疆维吾尔自治区文化厅改制为文化旅游厅后，出任首任厅长。
2019年，离开新疆出任中共陕西省西安市委常委、市政府常务副市长，西安经济技术开发区党工委书记，西安高铁新城党工委书记、西安高铁新城管委会主任。
2021年，在离开新疆近两年后，返回新疆，升任中共新疆维吾尔自治区党委常委，自治区人民政府副主席。